# Mindenki Magyarországa Néppárt
A Mindenki Magyarországa Néppárt (röviden: MMN) egy magyarországi jobbközép politikai párt, amit Márki-Zay Péter hozott létre 2023. szeptember 16-án, az elvesztett 2022-es országgyűlési választás után.

## Mindenki Magyarországa Néppárt
Márki-Zay Péter 2022. május 16-án bejelentette, hogy pártot kíván alakítani. Ezt azzal indokolta, hogy a Mindenki Magyarországa Mozgalom és az általa képviselt civilek nagyon sok hátrányt szenvedtek a választások során az ellenzéki együttműködésben amiatt, hogy nem volt külön pártjuk. Bár a mozgalomból sokan nem támogatták az ötletet, végül a június 18-án megtartott közgyűlésen elfogadták, hogy a mozgalom tisztségviselői a jövőben más tisztséget is betölthetnek, így a megalakuló pártban is. A pártot a korábban kezdeményezett Civilek Pártja név helyett Mindenki Magyarországa Néppárt (MMN) néven jegyezték be 2023. elején, és a jogerőssé válás után 2023. szeptember 16-án megtartották alakuló kongresszusukat. (A párt elnöke: Márki-Zay Péter, alelnökök: Bana Tibor, Molnár Róbert)
Márki-Zay hangsúlyozta, hogy az új párt az MMM-től független szervezet, és pártként egy hiteles, európai alternatívát akarnak kínálni a magyar politikai életben, és indulni szeretnének 2024-ben az európai parlamenti választáson, viszont az önkormányzati választáson nem. A párt szeretne az Európai Néppárt tagja lenni, amihez Donald Tusk lengyel miniszterelnök  támogatását már megkapták. Az európai parlamenti választásokon végül csak a szavazatok 0,64%-át érték el, ezzel nem jutott be egy jelöltjük sem.
2025. június 1-jén a párt közleményt adott ki, melyben kijelentik, hogy nem indulnak országos listán és egyetlen egyéni jelöltet se indítanak a 2026-os országgyűlési választásokon.

## A párt fő értékei
- Hazaszeretet
- Tisztesség
- Átláthatóság
- Teljesítmény
- Felelősség
- Szolgálat

A párt azért bontott zászlót, hogy Magyarországon legyen egy olyan konzervatív, a rendszerváltás iránt elkötelezett politikai erő, amely véget vet a korrupciónak, véget vet a felelőtlen, jövőkép nélküli politizálásnak.
A Európai Néppárt magyarországi letéteményeseként elkötelezett a magyar nemzeti érdekek és az európai értékek képviselete mellett. Magát az egész rendszer ellenzékének tekintjük. A demokrácia elengedhetetlen értékeinek tekinti a hatalmi ágak szétválasztását, a szólás- és sajtószabadságot, valamint az esélyegyenlőség biztosítását.
Politikai otthont és hiteles alternatívát kívánnak nyújtani mindazoknak, akik értékrendünkkel azonosulva készek hazánk önzetlen szolgálatára.

„A Mindenki Magyarországa Néppárt (MMN) célja, hogy Magyarország demokratikus jogállamként működjön, a jólétet méltányos piacgazdaság biztosítsa, az állampolgárokat modern egészségügyi és szociális ellátórendszer, kultúra és színvonalas oktatás szolgálja.”

Azért dolgozik a párt, hogy végre szolgáló legyen az állam- és közigazgatás, megfelelő a közbiztonság, szabad a sajtó és a vélemény, valós az önkormányzatiság, független az igazságszolgáltatás, hatékony a környezetvédelem és a fenntarthatóság ügye.
Alapvető jelentőségűnek tartják a hatalmi ágak szétválasztását, a szólás- és sajtószabadság, valamint az esélyegyenlőség biztosítását.
"Magyarok és európaiak vagyunk. Elkötelezettek vagyunk hazánk euroatlanti integrációja iránt. Hisszük, hogy csak és kizárólag az Európai Unió és a NATO tagjaként fejlődhetünk és élhetünk biztonságban – nemzeti karakterünket megőrizve és minden együttműködésre nyitottan. Szorgalmazzuk az euró mielőbbi bevezetését." - áll a párt hitvallásában.

„Az MMN európai, nyugatos néppárt, amely az Európai Néppárt alapértékeivel azonosul, így fontosnak tartja nemzeti értékeink és érdekeink, illetve a zsidó-keresztény kultúra védelmét, miközben modern, XXI. századi szemlélet és nyitott gondolkodás jellemzi.”

Mindent elkövetnek a magyarországi, a határainkon túlra szakadt és a külföldre kényszerült magyarok összetartozásának erősítéséért.
Méltányos piacgazdaságot szeretne a párt, ahol a magántulajdon védelmet élvez, tisztességes és szabad a verseny, kizárólag a tudás és a teljesítmény vihet előbbre; ahol a rászorulókat a szociális ellátórendszer és számukra is elérhető korszerű oktatás segíti, hogy elszigeteltségükből kitörve a társadalom cselekvő és megbecsült tagjaivá válhassanak.
Politikai színezettől függetlenül küzdenek a korrupció minden formája ellen; támogatják hazánk csatlakozását az Európai Ügyészséghez, a hazai ügyészségi és bírósági rendszer valódi függetlenségének jogi és emberi oltalmát, valamint a korrupció elleni fellépés határozott, teljes körű és átfogó magyarországi megújítását.
Meggyőződésük, hogy az állami gyámság alól felszabadított, független és valóban szolgáló egyházakra, egyházi közösségekre van szüksége az országunknak, valamint hogy közreműködésüknek a színvonalas oktatás és modern egészségügy területén a többi intézménnyel azonos feltételekkel kell létrejönnie.
Elengedhetetlennek tartják az alkotói-kutatói szabadságot, valamint a tényleges egyetemi autonómiát.
A Mindenki Magyarországa Néppárt a hitvallásában így fogalmaz: "Bolygónk és környezetünk védelme elemi kötelességünk, minden döntésnél fontosnak tartjuk a zöld (környezetvédelmi, klíma és fenntarthatósági) szempontok figyelembevételét. Politikai otthont és hiteles alternatívát kívánunk nyújtani mindazoknak, akik értékrendünkkel azonosulva készek hazánk önzetlen szolgálatára, akik számára fontos a közszolgálatiság, az önrendelkezés, a partnerség és a kritikus gondolkodás; akik fontos törekvéseikhez eddig nem találtak partnert. Hiszünk az alulról jövő kezdeményezések, a közös gondolkodás, a civil társadalom, a fontos célokért való összefogás és a szeretet erejében.

## 2024-es Európai Parlamenti választás
| Választás | Szavazatok száma | Szavazatok aránya | Mandátumok száma | Európai parlamenti csoport | Európai párt |
| --------- | ---------------- | ----------------- | ---------------- | -------------------------- | ------------ |
| 2024-es   | 29 177           | 0,64%             | 0 / 21           | –                          | –            |